# Contratto a termine (finanza)
Il contratto a termine fermo o forward è un contratto di compravendita a termine negoziato over the counter avente come sottostante un bene reale oppure un'attività finanziaria. È un contratto derivato (ovvero a copertura di un rischio inerente ad un, anche virtuale, contratto principale) simmetrico: entrambi i contraenti sono obbligati a effettuare una prestazione a scadenza - l'acquisto e la vendita dell'attività sottostante alla data pattuita secondo il prezzo di consegna (o delivery price) concordato all'atto della stipula. La stipula non comporta alcun esborso monetario immediato.
In termine tecnico, si dice che chi acquista assume una posizione lunga (al rialzo) e chi vende assume una posizione corta (al ribasso).
Le banche commerciali, quelle d'investimento e gli intermediari finanziari in veste di agenti dealer o broker sono i principali operatori dei mercati a termine. Inoltre, poiché questa tipologia di contratti è spesso stipulata direttamente tra le parti, presenta un basso grado di standardizzazione che consente caratteristiche peculiari per ciascuno di essi. Tuttavia, negli ultimi anni, si è verificata una progressiva crescita dei mercati a termine, al punto che sono stati creati dei mercati secondari forward che hanno portato ad una maggiore standardizzazione dei contratti. Questo ha anche ridotto le differenze tra contratti forward e contratti futures.

## Valore finale del contratto
Il valore finale del contratto al tempo T è dato da:

prezzo a pronti del sottostante a scadenza — prezzo forward liberamente stabilito dalle parti.
Se questa differenza è positiva, guadagna chi ha assunto una posizione lunga; se la differenza invece è negativa, guadagna chi precedentemente ha assunto una posizione corta.

## Relazione tra il prezzo forward e il valore del prezzo spot
Ipotizzando l'assenza di opportunità di arbitraggio e costi di transazione e con un tasso di interesse privo di rischio costante, sostanzialmente abbiamo due casi da prendere in considerazione: il caso in cui il forward sia su titoli che non offrano reddito e il caso nel quale il titolo offra redditi, nel primo caso la relazione è
F0=S0erT
dove F0 è il prezzo forward, S0 è il prezzo spot dell'attività sottostante il forward, erT è il fattore di capitalizzazione, T la data di consegna e r il tasso d'interesse privo di rischio istantaneo (o continuo) r=ln(1+i) dove i è il tasso d'interesse composto periodico.
Nel secondo caso dobbiamo tenere conto dei redditi offerti dal titolo e attualizzarli la relazione è
F0=(S0-I) erT
dove I è la somma dei valori attuali dei rendimenti dati dal titolo es. nel caso il titolo paghi una cedola di 40 euro tra quattro mesi I=40e-r(4/12).se le cedole sono molteplici I è la somma dei loro valori attuali.

## Differenza tra forward e i futures
I contratti forward e i contratti future sono i due principali tipi di contratti derivati a termine ossia che prevedono un accordo tra due parti per la consegna di una determinata quantità di un certo sottostante a un prezzo (il prezzo di consegna) e a una data (la data di scadenza o maturity date). Si tratta di due generi di derivati con un'importanza fondamentale nei mercati finanziari attuali, basti pensare che il prezzo del petrolio fa in genere riferimento al future sul barile di petrolio e che tra gli strumenti utilizzati dalle grandi società per la copertura dal rischio di tasso di interesse vanno senz'altro annoverati i forward rate agreement.
A questo punto però si pone la differenza fondamentale tra il contratto forward e il contratto future. Il forward è infatti un contratto scambiato sui mercati non regolamentati (OTC ovvero over the counter). Da questo deriva che i contratti forward non sono in genere standardizzati e presentano il rischio non indifferente che una delle due controparti non onori gli impegni contrattuali.
Per ovviare a questo problema sono stati creati nel tempo i future che presentano le stesse caratteristiche elencate sopra per i contratti forward (compravendita di un sottostante a una data futura e un prezzo prestabilito), ma sono standardizzati e negoziati sui mercati regolamentati. Il prezzo di consegna dei future prende il nome di future price (anche se va evidenziato che la maggior parte dei future viene rivenduta prima della scadenza) e la regolamentazione di questi strumenti finanziari porta con sé conseguenze importanti, quali la diffusione di contratti uguali per oggetto (ossia sottostante di riferimento), dimensione, date di scadenza e regole di negoziazione (orari di contrattazione, variazioni minimi di prezzo o tick, luoghi di consegna e modalità di liquidazione delle transazioni). La standardizzazione di questi contratti consente inoltre di aumentarne notevolmente la liquidità. Per tutte le transazioni dei future è prevista una clearing house, ossia una controparte unica che nel mercato italiano è la Cassa di compensazione e garanzia. Il suo compito è quello di garantire il buon fine delle operazioni, la liquidazione e la corresponsione giornaliera di perdite e profitti delle varie parti. La Cassa di compensazione e garanzia si interpone dunque in ogni scambio sui future e garantisce l'operazione (salvo poi rivalersi su eventuali soggetti inadempienti).
Proprio per garantire questa funzione è stato attivato nel mercato dei future italiani il sistema dei margini. Le parti in pratica versano da principio un margine iniziale (una "garanzia" in genere in percentuale del contratto e variabile in base alla volatilità del prezzo del sottostante) e dunque un margine di variazione che corregge questa garanzia per utili e perdite potenziali a fine seduta. Per garantire questo "aggiornamento" dei prezzi interviene ancora la Cassa di Compensazione e Garanzia (o in generale la clearing house del mercato di riferimento) che attua il cosiddetto marking-to market dei derivati, ossia rileva il prezzo di chiusura dei future a fine seduta ed eventualmente chiede degli aggiornamenti nelle garanzie (i cosiddetti margin call).